# Детские игры (фильм, 1988)
«Детские игры» (англ. Child’s Play) — слэшер, снятый режиссёром Томом Холландом по сюжету Дона Манчини. В главных ролях снялись Алекс Винсент, Крис Сарандон и Брэд Дуриф. Премьера состоялась 9 ноября 1988 года. Фильм собрал в прокате более 44 миллионов долларов при производственном бюджете в 9 миллионов. Наряду с тем, что фильм стал культовым, успех кассовых сборов породил медиафраншизу, включающую серию из шести сиквелов, различных товаров, комиксов и ремейк с одноимённым названием, выпущенный в июне 2019 года. Дистрибьютором нового фильма выступили Metro-Goldwyn-Mayer, хотя права на серию были проданы Universal Pictures в 1990 году, прямо перед началом производства «Детских игр 2». Однако MGM сохранили права на первый фильм и впоследствии распространила права на ремейк 2019 года с тем же названием.

## Сюжет
Поклоняющийся магии вуду серийный убийца Чарльз Ли Рэй (Брэд Дуриф), по прозвищу «Душитель с озера», поздно вечером бежит по ночному Чикаго, спасаясь от полицейского детектива Майка Норриса (Крис Сарандон). Напарник Чарльза Эдди Капуто (Нил Джунтоли) поджидает его на одной из улиц в автомобиле, но когда Чарльз туда прибегает, Майку удаётся его подстрелить, а затем туда приезжает патрульная машина. Видя это, Эдди уезжает, машина следует за ним, а Чарльз, спасаясь от Майка, пробирается в расположенный рядом магазин детских игрушек, где у них завязывается перестрелка, в процессе которой Майк ранит Чарльза. Истекая кровью, Чарльз кричит Майку, что он отомстит ему и Эдди. Он случайно опрокидывает на себя пирамиду из коробок с детской куклой «Хороший парень» (англ. Good Guy Doll), которая представляет собой мальчика ростом примерно с трёхлетнего ребёнка, с рыжими волосами, одетого в джинсовый полукомбинезон и красные кроссовки. Вытащив из одной коробки куклу, Чарльз кладёт руку на её голову и произносит заклинание, призывающее на помощь духа Дамбалу. Заклинание вызывает настоящую грозу, в магазин ударяет огромная молния, вызывающая мощный взрыв, едва не убивший Майка. Позднее Майк обнаруживает в руинах труп Чарльза.
Далее действие переносится на утро следующего дня, когда Энди Баркли (Алекс Винсент) исполняется шесть лет. Он мечтает о кукле «Хороший парень», которую вовсю рекламируют по телевидению — одной из особенностей куклы является живой голос; если с ней заговорить, то она повернёт голову, заморгает, задвигает ртом и воспроизведёт детским голосом записанные в ней на магнитофон несколько фраз (в том числе и назовёт своё имя, так как у каждой куклы этой серии есть индивидуальное имя). Но о ней Энди может только мечтать, потому что его мать-одиночка Карен (Кэтрин Хикс) работает продавщицей в ювелирном отделе большого универмага и на свою зарплату не может сходу купить эту куклу. К счастью, в тот же день её коллега по работе Мэгги Питерсон (Дина Мэнофф) приводит Карен к одному уличному торговцу, у которого как раз есть такая кукла и которую она покупает по дешёвке. То, что коробка куклы была уже вскрыта, её не волнует, все её мысли о том, как Энди обрадуется подарку. Энди действительно приходит в восторг, в то время как доставшаяся им кукла называет себя Чаки. В первую же ночь в квартире Баркли начинают твориться странные вещи. Сначала Мэгги, которая присматривает за Энди, поскольку Карен работает во вторую смену, обнаруживает, что Чаки, которого за минуту до этого Энди унёс к себе в комнату, вдруг оказывается в кресле перед телевизором и смотрит новости о сбежавшем из-под ареста Эдди. Затем некто швыряет в неё игрушечный молоток с такой силой, что Мэгги вылетает в окно на крышу минивэна. Когда Карен возвращается домой, она находит в квартире толпу полицейских во главе с Майком Норрисом. Все подозрения полиции указывают на Энди, но прямых доказательств нет. Но Карен, сильно расстроенная смертью подруги, не хочет слушать полицию. И тем не менее, готовясь ко сну, она вдруг слышит, как Энди в своей комнате начинает тихо бормотать. Зайдя к сыну, Карен спрашивает, с кем он разговаривает, на что получает ответ: «С Чаки!» Энди объясняет матери, что Чаки рассказал ему уже кучу вещей. Например, то, что его настоящее имя Чарльз Ли Рэй, и что Мэгги «была настоящей сукой и получила по заслугам». Карен списывает его слова на последствия шока.
На следующий день Карен провожает сына в детский сад и уходит. Энди, дождавшись, когда она уйдёт, выходит на улицу и, держа в руках Чаки, которого он взял с собой, идёт в неизвестном направлении. Мальчик садится на метро и едет куда-то в пригород Чикаго. По дороге он изредка прислоняется к лицу Чаки, словно Чаки ему что-то шепчет. Энди в конечном итоге приходит на пустырь, где стоит заброшенный дом, в котором прячется Эдди. Отлучившись по необходимости, он оставляет Чаки. Далее показано, как чья-то маленькая рука отвинчивает на кухне дома газовые конфорки на плите, а сам Эдди внезапно слышит чей-то знакомый смех, который в конечном итоге провоцирует Эдди на то, что он распахивает дверь в кухню и одновременно наугад выстреливает. От образовавшейся искры происходит взрыв, который полностью разрушает дом и убивает Эдди. Карен получает сообщения от Майка и приходит в полицейский участок, где находится Энди. Полицейские пытаются добиться у Энди признания, почему он ходил к Капуто, и из-за чего погибла Мэгги, но он на все их вопросы твердит, что это дело рук Чаки. Карен напрямую просит сына говорить правду, потому что никто не верит в то, что он говорит про Чаки, но Энди настаивает на своём. Мальчика решают на несколько дней поместить в окружную психиатрическую больницу, а расстроенная Карен вместе с куклой возвращается домой. Поздно вечером она случайно обнаруживает в коробке из-под Чаки нераспакованную пачку батареек и до неё доходит страшная истина: ведь на её глазах Чаки, когда Энди вытащил его из коробки, уже был в рабочем состоянии, а теперь выясняется, что всё это время в нём не было батареек. Желая проверить свою догадку женщина с ужасом обнаруживает, что в Чаки действительно нет батареек, но он всё равно функционирует. Тогда Карен решает провести эксперимент: она разводит в камине огонь, а затем трясёт Чаки и кричит «Или ты что-нибудь скажешь, или я брошу тебя в огонь!» На это Чаки реагирует неожиданно ожившим лицом и взрослым голосом, а затем начинает драться с Карен. Он прокусывает ей руку и убегает. Карен пытается рассказать всё Майку, но тот ей не верит. Тогда она находит торговца, у которого купила куклу, чтобы узнать, где он её взял. Торговец решает обокрасть и изнасиловать её, но рядом оказывается Майк, который спасает её. Им, наконец, удаётся выпытать у торговца, что он нашёл куклу как раз в развалинах того магазина, в котором был убит Чарльз Ли Рэй. Карен начинает догадываться, что Чаки — это Рэй, и решает провести своё расследование. Майк всё так же не верит ей, пока Чаки не нападает на него в его машине. Когда Майк стреляет в него, у Чаки неожиданно идёт кровь, и он убегает.
Карен приходит на квартиру Рэя, где на стенах нарисованы процессы посвящения Рэя в магию вуду. Затем приходит Майк и сообщает, что Чаки — это прозвище Рэя при жизни, и что он часто общался с тёмнокожим шаманом по имени Джон Бишоп (Рэймонд Оливер), который и посвящал его в магию вуду. В это время Чаки находит Джона, чтобы тот объяснил ему, почему у него из раны течёт настоящая кровь, если он кукла. Джон, под угрозами, признаётся, что кукольное тело Чаки начинает очеловечиваться. Чаки ранит Джона с помощью его куклы вуду и Джон рассказывает, что единственный способ спасти Чаки жизнь — это переселить его душу в тело того, кто первым узнал его тайну, а это Энди. Чаки наносит смертельное ранение Джону в сердце с помощью вышеуказанной куклы вуду и убегает. Когда туда прибывают Карен и Норрис, Джон перед смертью успевает сообщить Карен, что у Чаки есть уязвимое место — его сердце. Чаки направляется в психиатрическую больницу, крадёт ключи и пробирается к Энди. Энди удаётся перехитрить его и сбежать из больницы, но при побеге Чаки убивает одного из психиатров. Прибежав домой, преследуемый Чаки, Энди попытается отбиться от куклы, но та оглушает его детской бейсбольной битой и, положив ему руку на лоб, читает заклинание вуду для переселения души в тело мальчика. Вовремя прибывшие Карен и Майк прерывают ритуал и Чаки набрасывается на них. Он ранит ножом и оглушает битой Майка, но общими усилиями Карен и Энди попадает в камин, где они поджигают его. Обугленное тело Чаки с трудом и воплями выбирается из камина и падает на пол. Решив, что всё кончено, Карен посылает сына за аптечкой для Майка, но обгоревший Чаки приходит в себя и вновь бросается на них. Карен выхватывает переданный Майком револьвер и отстреливает Чаки голову, руку и ногу. Истерзанное тело Чаки вновь падает, но всё равно двигается, и тогда Карен разряжает последние 2 патрона ему в спину. Снова решив, что всё кончено, Карен и Энди возвращаются к пришедшему в себя Майку. В квартиру Карен приходит напарник Майка и вызывает скорую. Он не верит словам о живой кукле и поднимает с пола голову Чаки, усмехаясь. Неожиданно из вентиляционного люка выскакивает тело Чаки и начинает душить его. Карен сбрасывает Чаки на пол, а Майк метким выстрелом попадает ему в сердце. Останки куклы замирают, на этот раз навсегда. Компания уводит Норриса в карету скорой помощи, Энди бросает прощальный взгляд на куклу, которую он так желал, и которая искалечила его невинность, и закрывает дверь.

## В ролях
- Брэд Дуриф — Чарльз Ли Рэй / голос Чаки
- Алекс Винсент — Энди Баркли
- Крис Сарандон — детектив Майк Норрис
- Кэтрин Хикс — Карен Баркли
- Дина Мэнофф — Мэгги Питерсон
- Рэймонд Оливер — Джон Бишоп
- Эдан Гросс — голос Хорошего парня
- Тайлер Хард — Мона (сцена вырезана)
- Джон Фрэнклин — рекламный Чаки

Актриса Джессика Уолтер изначально озвучила все реплики куклы Хороший парень и Чаки, когда он притворяется куклой. Её голос использовался в редакции, которая демонстрировалась на тест-просмотрах.

## Производство
Сценарист Дон Манчини впервые задумал эту концепцию, когда изучал киноискусство в Калифорнийском университете в Лос-Анджелесе. Он утверждал, что был вдохновлён потребительством, известной в середине 1980-х серией кукол «Cabbage Patch Kids», «Трилогией ужаса» (1975) и эпизодом «Сумеречной зоны» «Живая кукла». Исполнительный продюсер фильма Дэвид Киршнер, который будет участвовать в производстве всех семи фильмов, аналогично заявил, что идея снять фильм о кукле-убийце появилась у него после прочтения книги «Убийств в кукольном домике» (1983) Бетти Рен Райт. Режиссёр Том Холланд также подтвердил, что куклы My Buddy, персонажи «Тряпичная Энни» и «Тряпичный Энди», а также куклы младенца в натуральную величину сыграли свою роль в дизайне Чаки.
В оригинальном сценарии «Кровавого приятеля» (рабочее название) Манчини кукла должна была быть наполнена фальшивой кровью, которая позволяла бы ей кровоточить, если с ней грубо играть. Ожить она должна была после того, как Энди смешал свою кровь с кровью куклы. В таком случае она представляла бы подавленную ярость Энди и предназначалась бы для его врагов. Оригинальный сценарий Манчини был бы историей, посвящённой влиянию рекламы и телевидения на детей. Личность убийцы не раскрывалась вплоть до финальных минут, а до этого у зрителя должно было сложиться стойкое впечатление, что все убийства совершал Энди Баркли. Всё, что осталось от этого замысла, это финальный кадр.
Чарльз Бэнд проявил интерес к съёмкам фильма, а позже выпустил франшизу «Повелитель кукол». Когда сценарий был наконец принят United Artists, он был переписан Джоном Лафия, чтобы сделать персонажа Энди более отзывчивым. В оригинальной трактовке Лафии душа Чарльза Ли Рэя была бы перенесена в куклу после того, как его казнили на электрическом стуле, когда она производилась на конвейере. Уильям Фридкин, Ирвин Кершнер, Роберт Уайз и Джозеф Рубин были приглашены руководить съёмками до того, как Том Холланд была нанят по рекомендации Стивена Спилберга.
«Детские игры» были сняты в Чикаго, штат Иллинойс, для съёмок на местах. Апартаменты в Brewster служили местоположением квартиры, где жили Энди и Карен. Они же были изображены на афише фильма. Съёмки в студии проходили в Culver Studios в Калвер-Сити, штат Калифорния. Съёмки проходили с 7 января 1988 года по 5 марта 1988 года.
Полное имя Чаки, Чарльз Ли Рэй, происходит от имён печально известных убийц — Чарльза Мэнсона, Ли Харви Освальда и Джеймса Эрла Рэя.
Первоначально, по замыслу Дона Манчини, няня Мэгги должна была погибнуть от удара током в ванной. Впоследствии эту задумку Манчини использовал в четвёртой части — «Невеста Чаки».
В фильме использовались различные способы изобразить Чаки, в том числе аниматроника RC, маленькие люди и дети актёры. Различные аниматроники и косметика были использованы для каждой сцены. На протяжении всего фильма Чаки проходит косметический переход от похожего на игрушку к более человеческому виду. Фильм создал многократную аниматронику Чаки, такую как колеблющаяся истерика Чаки, ходячий Чаки и неподвижный Чаки. Лицо аниматроника контролировалось с помощью пульта дистанционного управления через установку, которая движется по лицу и фиксирует его движения.
Изначально фильм получил негативные отзывы после того, как двухчасовой черновик был показан зрителям на тестовом показе. Впоследствии Холланд, Киршнер и Манчини обрезали фильм, чтобы сократить количество времени, в течение которого Чаки был на экране, на чём отстаивал Киршнер во время съёмок, чтобы создать неизвестность. Они также предположили, что тестовый показ провалился из-за использования Джессики Уолтер в качестве голоса куклы. Сценарий также включал альтернативное окончание, в котором Энди наносит удар Чаки ножом, установленным на радиоуправляемой машине, а затем плавит его лицо и ноги при помощи струйного пистолета, наполненного Drano.

## Рецензии
Роджер Эберт дал фильму 3 из 4 звёзд, назвав его «весёлым и энергичным фильмом ужасов». Кэрин Джеймс из The New York Times оценил его как «умный, игривый триллер», добавив: «Он берёт нас врасплох, независимо от того, насколько предсказуемым был сюжет». Variety назвали фильм «промахом», отметив «впечатляющее техническое мастерство» Тома Холланда и актёров, но при этом обнаружив, что «новизна не подкреплена интересной историей». Кевин Томас из Los Angeles Times написал: «Страшный, но мрачно смешной, этот сверхъестественный триллер от режиссёра потрясающей „Ночи страха“ со скоростью сверхскоростного пассажирского экспресса и со стилем». Дейв Кер из Chicago Tribune дал фильму 1 из 4 звёзд и назвал фильм отвратительным. Ричард Харрингтон из The Washington Post написал, что Холланд и «Держит события в движении, не торопя их. К сожалению, фильм становится немного уродливым ближе к концу, не только потому, что финал кажется переплетением практически всех шоковых фильмов за последние 10 лет, но и потому, что в нём задействован очень реалистичный терроризм 6-летнего ребёнка». Филип Стрик из The Monthly Film Bulletin назвал сюжет «смехотворным сверхъестественным бредом», но отметил, что Холланд хорошо справилась с эпизодами, содержащими элементы боевика. Автор и кинокритик Леонард Малтин дал фильму три из четырёх возможных звёзд, называя его «страшным и умным триллером ужасов», а также восхваляя спецэффекты фильма.
Агрегатор обзоров Rotten Tomatoes сообщает, что 67 % из 36 опрошенных критиков дали фильму положительный отзыв; средний рейтинг — 6,4/10. На Metacritic средняя оценка фильма составляет 58 из 100, основываясь на 12 критиках, что указывает на «смешанные или средние рецензии». Аудитория, опрошенная CinemaScore, дала фильму средний балл «B» по шкале от A+ до F.